# میتسوهیسا ایشیکاوا
میتسوهیسا ایشیکاوا (石川 光久 Ishikawa Mitsuhisa, زادهٔ ۳۰ اکتبر، ۱۹۵۸) مدیر اجرایی و تهیه‌کننده فیلم اهل ژاپن است، که در سال ۱۹۸۷ شرکت آی‌جی پورت را تأسیس کرد.